# Lise-Meitner-Gymnasium Unterhaching
Das Lise-Meitner-Gymnasium Unterhaching (LMGU) ist ein naturwissenschaftlich-technologisches und sprachliches Gymnasium in Unterhaching, das vor allem als Filmkulisse überregionale Bekanntheit erfuhr.

## Geschichte
Das Gymnasium Unterhaching wurde 1971 gegründet. Zu Beginn unterrichteten drei Lehrer zusammen mit Aushilfen und Referendaren 144 Schüler in vier Parallelklassen. In den drei ersten Jahren seines Bestehens fand das Gymnasium in Räumen der Volksschule I Unterhaching seine Heimat. 1973 erfolgte die Grundsteinlegung für den Schulhausneubau. Bereits ab September 1974 standen an der Jahnstraße 3 die ersten 14 Klassenzimmer zur Verfügung, sodass die Hälfte der 851 Jungen und Mädchen umziehen konnte. Im November 1975 wurde die Einweihung des Neubaus gefeiert. Die 1.070 Jungen und Mädchen waren in 37 Klassenzimmer untergebracht und wurden von 60 Lehrkräften unterrichtet. Die Zahl der Jungen und Mädchen stieg kontinuierlich an und erreichte 1979 mit 1.537 Schülern seinen Höchststand. Erst ab dem Schuljahr 1987/1988 näherte sich die Schülerzahl mit 1.137 dem Wert, für den das Schulgebäude konzipiert worden war. Auf diesem Niveau verblieben die Schülerzahlen bis einschließlich 2002. Am 23. Juni 2004 erfolgte die Grundsteinlegung für den Erweiterungsbau, der zum Schuljahr 2005/06 bezogen werden konnte und mehr Platz u. a. für die Aula und für die Offene Ganztagsbetreuung bot.

## Über das Gymnasium
Das Gymnasium bietet einen naturwissenschaftlich-technologischen und einen sprachlichen Ausbildungszweig im gebundenen und offenen Ganztagsschulbetrieb an. Es wurde am 21. Oktober 2005 nach der österreichisch-schwedischen Kernphysikerin Lise Meitner benannt.
Die Schule ist Mitglied im LMG-Netzwerk, seit 2000 Gründungsmitglied im Verein mathematisch-naturwissenschaftlicher Excellence-Center an Schulen (MINT-EC) und im Zweckverband Staatliches Lise-Meitner-Gymnasium. Nach der Umbenennung des Gymnasiums wurde Ende 2004 der „Freundeskreis Gymnasium Unterhaching e. V.“ neu gegründet.
Im Schuljahr 2023/24 hatte das Gymnasium 95 hauptamtliche Lehrkräfte und 1237 Schüler.
Schulleiterin ist seit Februar 2020 Michaela Trinder. Ihre Vorgängerin Brigitte Grams-Loibl war 16 Jahre lang als Lehrkraft am LMGU tätig und wechselte auf eine Position als Ministerialbeauftragte.

### MINT-Bereich
Die Förderung der MINT-Fächer Mathematik, Informatik, Naturwissenschaften und Technik bildet einen Schwerpunkt des schulischen Profils. Interessierten Schülerinnen und Schülern, den sogenannten Lise-Lehrlingen, steht beispielsweise eine Forscherwerkstatt zur Verfügung.

### Talent- und Forschungswettbewerbe
Ende des Schuljahres 2014/2015 erhielt die Biologie- und Chemielehrerin Stefanie Frisch einen der zehn von der Helmholtz-Gemeinschaft verliehenen Lehrerpreise für die Projektbetreuung bei „Jugend forscht“.
2015 gewannen zwei Teams der Schule beim Infineon-Schülertalentwettbewerb Chips@School Preise. Den ersten Preis erhielt das Projekt „E-Letter-Box“ (Florian Baader, Stephan Le und Jakob Unger), den zweiten Platz das Roboterprojekt „Pilly Milly“ (Dominik Doll, Natalie Doll und Sophie Kunte). Im Jahr 2016 erhielt Benedikt Kaesen für das Projekt „StoveWatchDog“ den ersten und das Projekt „Stand-Bye“ von Florian Baader, Stephan Le und Matthias Weirich den zweiten Preis.
Beim Wettbewerb „Jugend forscht“ gewann Benedikt Kaesen mit dem Projekt „Acc-Helm“ auf Landesebene in der Sparte „Schüler experimentieren“ den ersten Preis.

### Sportwettbewerbe
In den ersten Jahren seines Bestehens erlangte das Gymnasium Unterhaching besondere Bekanntheit durch seine Erfolge im schulsportlichen Wettkampfwesen „Jugend trainiert für Olympia“. Schulmannschaften nahmen in den Sportarten Fußball, Handball, Basketball, Volleyball, Schwimmen, Tennis, Tischtennis, Badminton, Gerätturnen und Leichtathletik teil. Zu den teilweise sehr guten Ergebnissen trugen auch der Basketballer Uwe Blab und die Handballerin Vanadis Putzke bei.
Hervorzuheben sind die Leistungen der Turnerinnen, die in verschiedenen Altersklassen als Sieger im Bayerischen Landesfinale viermal am Bundesfinale in Berlin teilnahmen und zweimal den vierten Platz erreichten.
Sie wurden nur noch von den 13/14-jährigen Leichtathleten übertroffen, die 1976 im Bundesfinale die Bronzemedaille gewannen.
Von diesem Zeitpunkt an dominierten die Leichtathleten und Leichtathletinnen des GU die bayerische Schulsportszene in allen vier Altersklassen für mehr als ein Jahrzehnt. Insgesamt verzeichneten sie 30 Siege beim Oberbayerischen Bezirksfinale sowie sechs 1. Plätze beim Bayerischen Landesfinale, die zu fünf Teilnahmen am Bundesfinale führten.
Stellvertretend für das GU erhielt der Fachbetreuer Sport, Albert Fichtner, 1987 die vom Bayerischen Leichtathletikverband erstmalig vergebene silberne Verbandsmedaille für besondere Verdienste um die Leichtathletik in Bayern.
Die Volleyballspielerin Michaela Eckl erreichte zweimal mit der Schulmannschaft das Bundesfinale „Jugend trainiert für Olympia“. Im Schuljahr 2013/2014 stellte das LMGU einen 1. Bundessieger in der Kategorie Gerätturnen WK IV Jungen bei „Jugend trainiert für Olympia“.
Beim Bezirksentscheid Oberbayern gewannen die Mädchen des LMGU an der Gerätebahn mit Reck, Boden und Sprung 2014 und 2015 den Titel, 2015 auch auf der Gerätebahn mit Schattenrollen und Schattenhockwenden und den Partnerübungen.
Neben dem Förderverein Gymnasium Unterhaching e. V. existierte der zwischenzeitlich aufgelöste Sportförderverein Gymnasium Unterhaching e. V. (SFVGU). Er finanzierte insbesondere die Ausgaben des Fachbereichs Sport, welche durch den Schuletat nicht gedeckt waren.
Von 1975 bis 2020 stand dem SFVGU mit der Sporthalle des Gymnasiums ein Platz zur Verfügung, der Lehrern, ehemaligen Lehrern, Schülern, ehemaligen Schülern und Schülereltern ein außerschulisches Sporttreiben ermöglichte. Auch bot der Verein 2015 Asylbewerbern eine dankbar angenommene Möglichkeit zum Sporttreiben. Gegenüber der Presse wurde die Einschränkung der außerschulischen Nutzung mit dem verstärkten Raumbedarf durch die Offene Ganztagsschule, der Rückkehr zum G9 und den damit verbundenen veränderten Rahmenbedingungen begründet.

### Weitere Wettbewerbe
2013 erhielt das LMGU den Bayerischen Verkehrssicherheitspreis der Verkehrswacht Bayern.

### Schulradio
Das Gymnasium betrieb 2013 ein Schulradio unter Betreuung durch Kornelia Bohn.

## Schulgebäude

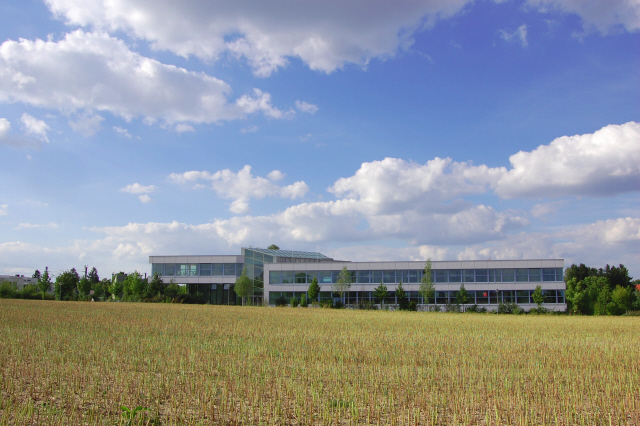
Südlicher Schultrakt

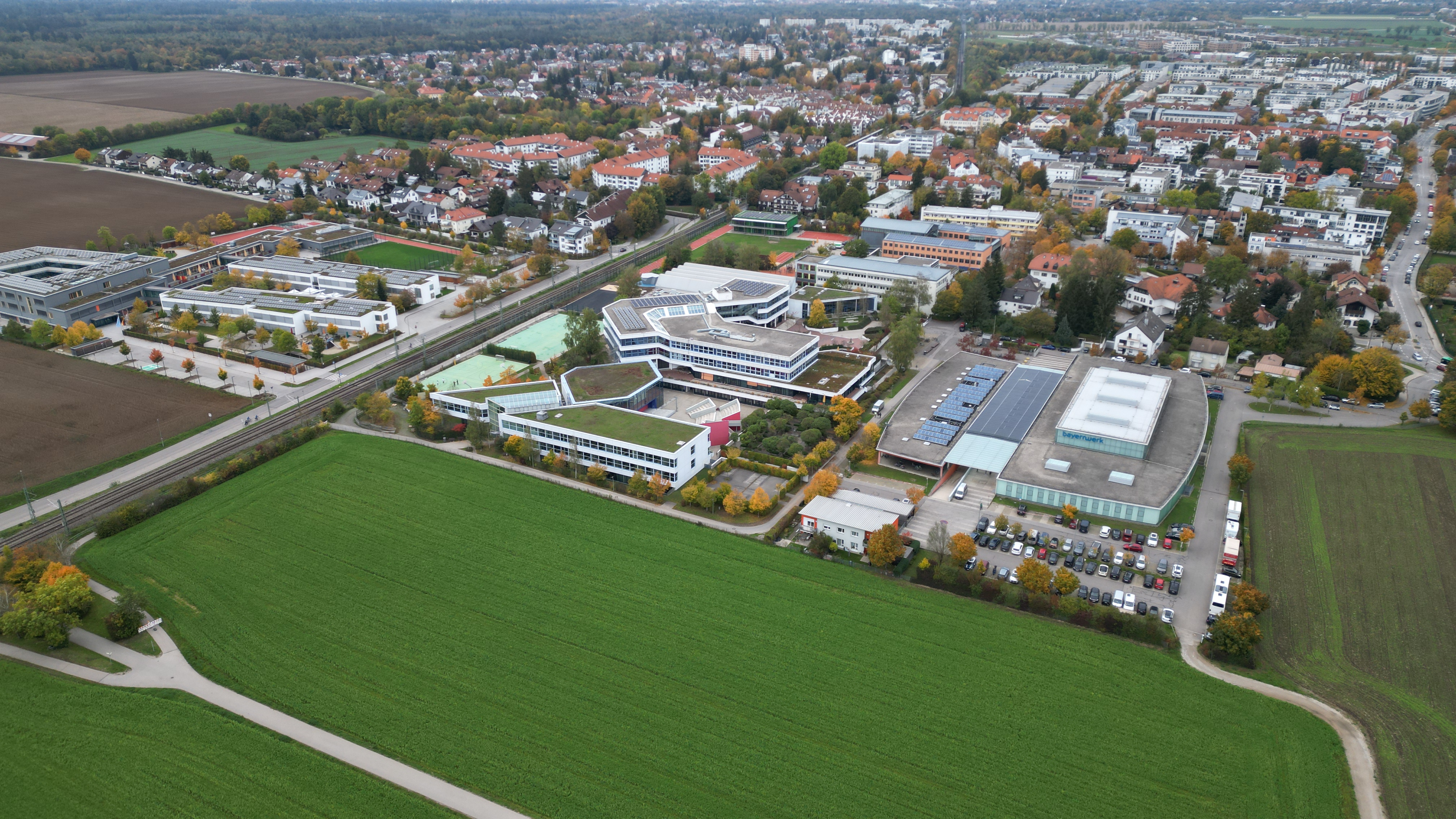
Lise-Meitner-Gymnasium aus der Luft

Das Schulgebäude wurde nach den Entwürfen der Münchener Betz Architekten Planungsgesellschaft erbaut. Mit der Planung des im Oktober 2006 fertiggestellten Anbaus mit Aula, Speisesaal, Freilichtbühne, Musik- und Zeichensälen sowie 28 zusätzlichen Klassen- und Fachräumen war wiederum die Betz Architekten Planungsgesellschaft beauftragt.

## Sonstiges

### Die Schule als Filmkulisse
Die Schule wurde schon mehrfach als Kulisse für Dreharbeiten verwendet, unter anderem für die Filme Schule und Die Wolke, aber auch für die Fack-ju-Göhte-Filmreihe.
Die Schule diente nicht nur als Filmkulisse, sondern fördert auch aktiv junge Filmemacher.

### Die Hausmeister-Causa
Bekannt wurde das Gymnasium 2015 durch die Entlassung des Hausmeisters, die zu Demonstrationen während des Unterrichts seitens der Schüler führte.

## Personen

### Schulleiter
- Georg Gosse (1971 bis 1980)
- Erich Steiner (1980 bis 1982)
- Friedrich Pelikan (1982 bis 1989)
- Heinz Durner (1989 bis 2006)
- Brigitte Grams-Loibl (2006 bis 2020)
- Michaela Trinder (seit 2020)

### Bekannte Lehrer
- Norbert Hartmann (* 1956), ehemaliger Sportlehrer, Zweitliga-Fußballspieler[32]

### Bekannte Schüler
- Michael Althen (1962–2011), Filmkritiker (Abitur 1980)
- Katharina Haindl (* 1977), Schauspielerin (Abitur 1998)[33]
- Bernadette Heerwagen (* 1977), Schauspielerin
- Guido Heuber (* 1970), TV-Kommentator, Moderator und Journalist, Sommelier & DJ (Schüler von 1981 bis 1988)
- Claudia Köhler (* 1966), Bündnis 90/Die Grünen-Politikerin (Abgeordnete des Bayerischen Landtags) (Abitur 1985)
- Bernhard Maisch (* 1969), Tontechniker (Abitur 1988)[34]
- Sandra Niedermeier (* 1985), Pädagogin, Professorin für Digitalisierung in Bildung und Gesellschaft (Abitur 2006)
- Felix Remuta (* 1998), Turner (Abitur 2016)
- Christian Roos (* 1972), Zoologe und Primatologe, (Abitur 1993)
- Stefan Scheider (* 1962), Moderator und Nachrichtensprecher (Abitur 1982)
- Christian Ludwig Stangl, Jurist, Hochschullehrer und FDP-Politiker (Abitur 1984)[35]

## Jahresberichte
- Gymnasium Unterhaching: Jahresbericht. Unterhaching, 1. 1971/72 – 34. 2004/05. ZDB-ID 1246795-9
- Lise-Meitner-Gymnasium: Jahresbericht. Unterhaching, 35. 2005/06 ff. ZDB-ID 2299581-X